# Micrixalus uttaraghati
Micrixalus uttaraghati es una especie de anfibio anuro de la familia Micrixalidae.

## Distribución geográfica
Esta especie es endémica de Maharashtra en la India. Se encuentra en Amboli en el distrito de Sindhudurg en Ghats Occidental.

## Descripción
El holotipo masculino mide 17.4 mm.

## Etimología
El epíteto específico uttaraghati proviene del sánscrito uttara, norte, y de ghat, las montañas, en referencia a la distribución de esta especie en comparación con otras especies del género Micrixalus.

## Publicación original
- Biju, Garg, Gururaja, Shouche & Walujkar, 2014 : DNA barcoding reveals unprecedented diversity in Dancing Frogs of India (Micrixalidae, Micrixalus): a taxonomic revision with description of 14 new species. Ceylon Journal of Science, Biological Sciences, vol. 43, n.º 1, p. 1－87[4]